# NGC 607
NGC 607 este un grup de trei, posibil două stele, situat în constelația Balena. A fost înregistart în 23 august 1855 de către Heinrich Louis d'Arrest. De asemenea, a fost observat încă o dată de către Arthur von Auwers și Rudolf Ferdinand Spitaler.